# Ana Paula Ordorica
Ana Paula Ordorica Mariscal (Ciudad de México, 1975) es una periodista, conductora y  analista política mexicana. Ha desarrollado una extensa carrera en medios de comunicación, con énfasis en política nacional e internacional.

## Formación académica
Es licenciada en Relaciones Internacionales por el Instituto Tecnológico Autónomo de México (ITAM) y cursó una maestría en Historia en la Universidad Iberoamericana.

## Trayectoria
Ordorica ha trabajado en prensa, radio y televisión. En Televisa condujo programas de análisis político como Paralelo 23, Foro Global y A las Tres. También ha colaborado con FOROtv, cubriendo elecciones presidenciales en Estados Unidos, convenciones políticas y acontecimientos en Nicaragua.
En radio, condujo el programa Frente al País en Imagen Radio, y ha sido colaboradora en Grupo Radio Centro. Es comentarista habitual en medios nacionales.
Como columnista, escribe para El Universal, y anteriormente colaboró en Excélsior. Ha publicado en medios como Foreign Affairs Latinoamérica, Nexos, The Washington Post y Americas Quarterly.

## Producción de pódcast
Desde 2019, produce y conduce el pódcast Broojula, un resumen informativo diario de análisis político. El programa se distribuye en plataformas como Spotify, Apple Podcast y SoundCloud.
Es fundadora de la firma Red Digital APO, que también produce el pódcast The Benefit Method, centrado en bienestar y desarrollo personal, con entrevistas a expertos en psicología, salud y nutrición.
Participa además en el pódcast exclusivo de Spotify Cuarto para las Cuatro, junto con Paola Rojas, Saskia Niño de Rivera y Yuriria Sierra, donde abordan temas sociales y políticos desde una perspectiva femenina.

## Obras
- 2012: Los Punteros. Editorial Grijalbo, 2012. ISBN 9786073110792.
- Uno+Uno: 32 Líderes Sumando por México. Coordinado junto a Carlos Mota. Editorial Grijalbo, 2011. ISBN 9786073109475.

## Participación en debates
En 2023 fue moderadora del primer debate electoral del Estado de México, en el proceso que culminó con la elección de Delfina Gómez Álvarez, primera mujer gobernadora de la entidad.

## Controversias
Durante su participación como moderadora en el primer debate electoral del Estado de México en 2023, algunas voces en redes sociales y medios partidistas cuestionaron la distribución del tiempo entre las candidatas y algunas de sus intervenciones. No obstante, el Instituto Electoral del Estado de México respaldó su papel como moderadora.

## Reconocimientos
- Premio al Mérito Profesional del ITAM en la categoría de Sector Social, Organismos Internacionales y Sociedad Civil (2015).[7]